# مقاطعة كامدن (نيو جيرسي)
مقاطعة كامدن (بالإنجليزية: Camden County, New Jersey)‏ هي إحدى مقاطعات ولاية نيو جيرسي في الولايات المتحدة. ، بلغ عدد سكانها 513657 نسمة في عام 2010 حسب إحصاء مكتب تعداد الولايات المتحدة وتصل الكثافة السكانية فيها 891.7 نسمة/كم2.

## أعلام
- جيريمي تومسون
- تومي باول
- إدوين ميلز

## وصلات خارجية
- United States Counties